# حقوق بشر در بلغارستان
حقوق بشر در بلغارستان (انگلیسی: Human rights in Bulgaria) به حد کافی نیست، بلغارستان سال ۲۰۰۷ به اتحادیه اروپا پیوست، با این حال، انطباق آن با هنجارهای حقوق بشری به حد کافی کامل نیست. اگرچه گزارشهای رسانه‌ها بی‌طرفانه است، اما فقدان قوانین خاصی که رسانه‌ها را در برابر دخالت دولت حفاظت کند، یک ضعف واقعی است.

## شرایط زندانها
شرایط در زندانهای با ازدحام و جمعیت زیاد در دوازده ساله گذشته به‌طور کلی یک ضعف دولت بوده‌است. انتظار می‌رود که اصلاحات مالیاتی در میانه سال ۲۰۰۵، ازدحام زندانها را کاهش دهد.
پلیس متهم به سوءاستفاده از زندانیان و استفاده از روش‌های تحقیق غیرقانونی است و انگیزه‌های نهادینه شده، مانع گزارش کامل و تحقیقات در بسیاری از جنایات شده‌است. دادگاه‌های عقب مانده و مدیریت ضعیف دادگستری در برخی موارد حمایت قانون اساسی از حقوق متهمان را مشکل‌ساز می‌کنند.

## مذهب
قانون اساسی آزادی مذاهب را تضمین کرده‌است. علاوه بر کلیسای ارتودوکس بلغارستان، ادیانی که در قانون اساسی نام برده شده: یهود، مسلمان و کاتولیک رومی می‌باشند، اما دولت‌های محلی تلاش می‌کنند، شرایط ثبت نام ویژه‌ای را در مورد برخی از گروه‌ها که به‌طور تاریخی مستحق حمایت کامل نبوده‌اند، اجرا کنند.